# Мокрая Нива
Мо́края Ни́ва— деревня в Смоленской области России, в Велижском районе. Население — 2 жителя (2007 год). Расположена в северо-западной части области в 8 км к югу от Велижа в 6 км к западу от автодороги Р133 Смоленск — Невель. Входит в состав Крутовского сельского поселения.

## Известные люди
11 января 1921 года в деревне родился Герой Советского Союза, сержант Никулин Пётр Иванович.